# Liste der syrischen Botschafter in der Sowjetunion und Russland

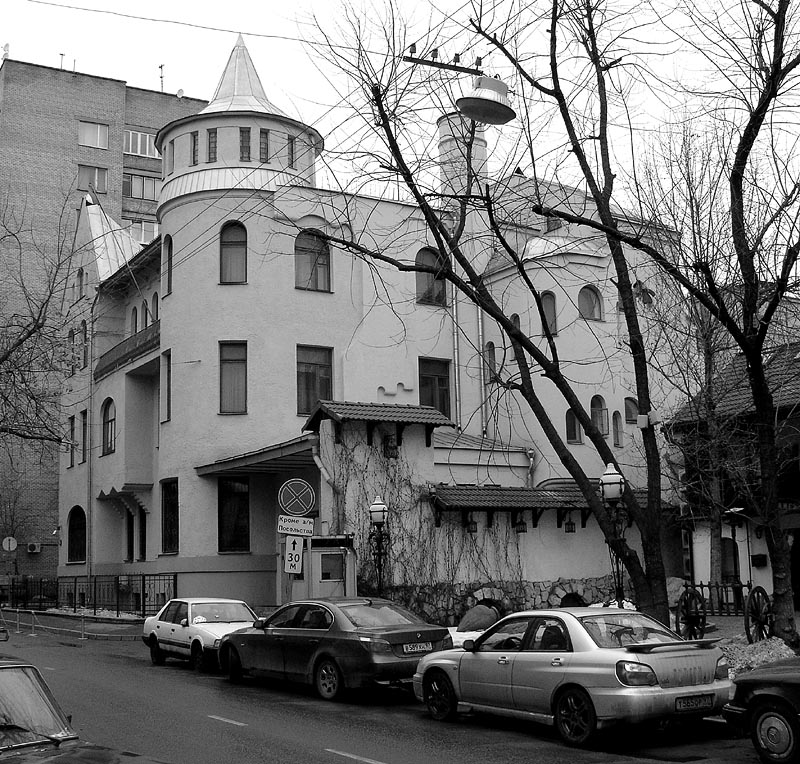
Syrische Botschaft in der Mansurovsky Переулок 4 in Moskau 2007.
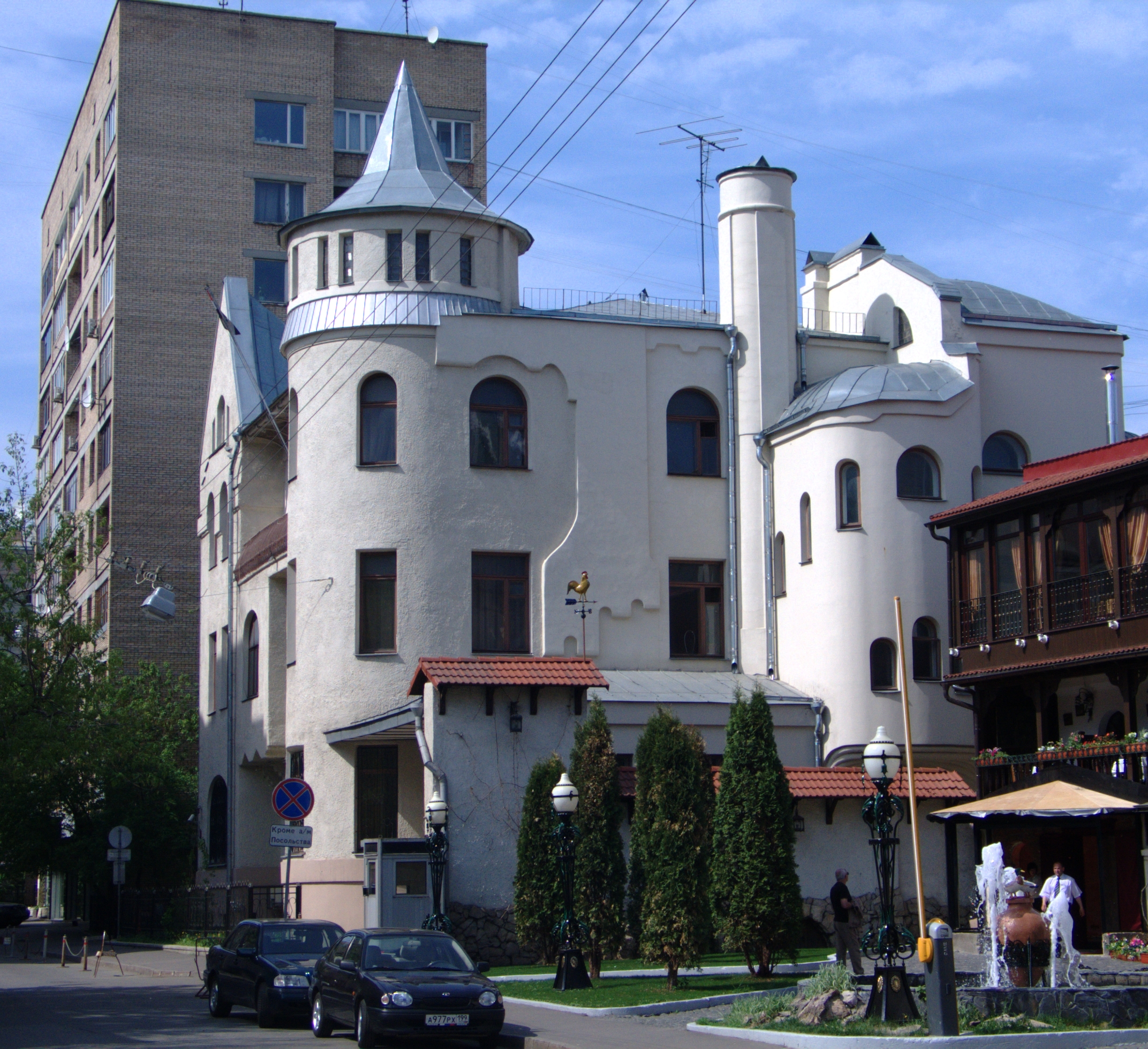
Syrische Botschaft 9. Mai 2010.
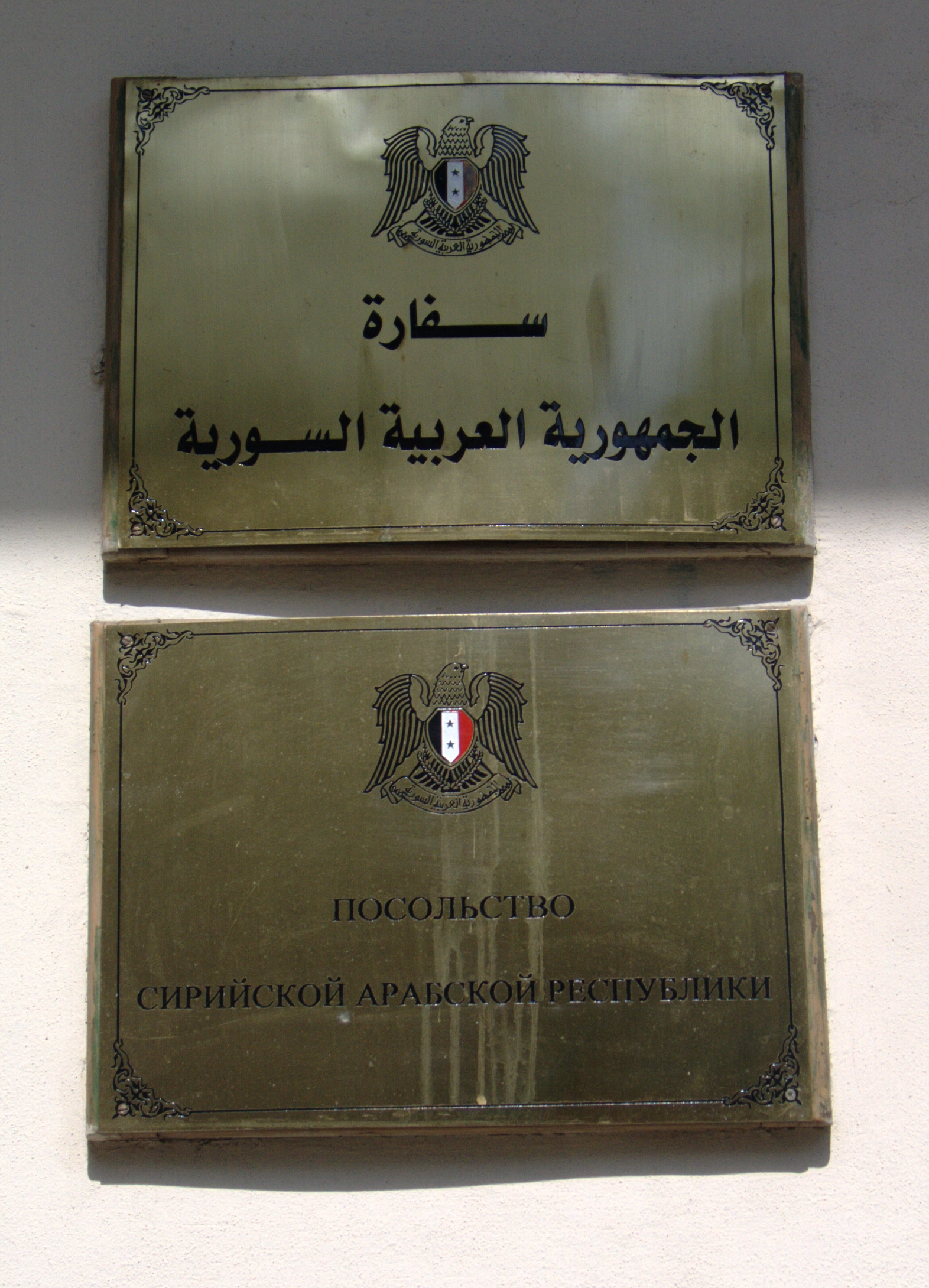
Tafel der syrischen Botschaft in Moskau.

| Ernannt / Akkreditiert | Name                             | arabisch                                 | russisch                               | Bemerkungen | ernannt von              | akkreditiert bei                   | Posten verlassen |
| ---------------------- | -------------------------------- | ---------------------------------------- | -------------------------------------- | ----------- | ------------------------ | ---------------------------------- | ---------------- |
| 1947                   | Farid Zayn                       |                                          |                                        |             | Schukri al-Quwatli       | Josef Stalin                       | 1951             |
| 1951                   | Abdul Mouttaleb el Amine         |                                          |                                        |             | Haschim Chalid al-Atassi | Josef Stalin                       |                  |
| 1955                   | Farīd al-Khani                   |                                          |                                        |             | Schukri al-Quwatli       | Nikolai Alexandrowitsch Bulganin   | 28. Nov. 1955    |
| 1957                   | Salah El Dine Tarazi             |                                          |                                        |             | Schukri al-Quwatli       | Nikolai Alexandrowitsch Bulganin   | 1958             |
| 1958                   | Jamal Farra                      |                                          |                                        |             | Schukri al-Quwatli       | Nikita Sergejewitsch Chruschtschow | 1961             |
| 1961                   | Muhammad Awad al-Kuni            |                                          |                                        |             | Maamun al-Kuzbari        | Nikita Sergejewitsch Chruschtschow | 18. Feb. 1961    |
| 12. Juli 1961          | Murad Ghalib                     |                                          |                                        |             | Maamun al-Kuzbari        | Nikita Sergejewitsch Chruschtschow | 9. Okt. 1961     |
| 3. Dez. 1961           | Rafiq al-Asha                    |                                          | аль-Аша Рафик                          |             | Maamun al-Kuzbari        | Nikita Sergejewitsch Chruschtschow |                  |
| 26. Okt. 1963          | Jawdat Atasi                     |                                          | Джаудат Атаси                          |             | Louai al-Atassi          | Nikita Sergejewitsch Chruschtschow | 1965             |
| 1965                   | Salah El Dine Tarazi             |                                          | Салах эд-Дин Тарази                    |             | Amin al-Hafez            | Leonid Iljitsch Breschnew          | 10. Mai 1970     |
| 10. Mai 1970           | Jamil Shayya                     |                                          | Джамиль Шая, Жамиль Шайя, Джамиль Шайя |             | Ahmad al-Khatib          | Leonid Iljitsch Breschnew          | 1975             |
| 3. Feb. 1976           | Jabr al-Kafri                    | جبر الكفري،                              | Джабр аль-Кафри                        |             | Hafiz al-Assad           | Leonid Iljitsch Breschnew          | 1982             |
| 1983                   | Mohammed Ali al-Halabi           | محمد علي الحلبي                          |                                        |             | Hafiz al-Assad           | Juri Wladimirowitsch Andropow      | 1991             |
| 1991                   | Issam al-Naëb                    |                                          |                                        |             | Hafiz al-Assad           | Michail Sergejewitsch Gorbatschow  |                  |
| 1992                   | Issam al-Naëb                    |                                          |                                        |             | Hafiz al-Assad           | Boris Nikolajewitsch Jelzin        | 1994             |
| 2000                   | Ghassan Ruslan                   | حسن رسلان                                |                                        |             | Hafiz al-Assad           | Boris Nikolajewitsch Jelzin        | 2000             |
| 2000                   | Wahib Bin Mohammed Hussein Fadel | وهيب بن محمد حسين فضل حسن ريشه رياض حداد | Вахиб Бен Мухаммед Хуссейн Фадель      |             | Baschar al-Assad         | Wladimir Wladimirowitsch Putin     | 2005             |
| 2006                   | Hassan Risheh                    | حسن ريشه                                 | Хасан Рише                             |             | Baschar al-Assad         | Wladimir Wladimirowitsch Putin     | 2009             |
| 13. Dez. 2011          | Ryiad Haddad                     | رياض حداد                                | Риад Хаддад                            |             | Baschar al-Assad         | Dmitri Anatoljewitsch Medwedew     |                  |